# 粗气符
粗气符（◌҅）用在希腊语变音符号中表示送气音。形狀是在字母上標的反逗號。

## 含粗气符的字母
| 粗氣符          |
| 銳音符 + 粗氣符 |
| 揚抑符 + 粗氣符 |

上表沒有包含有iota下標的字型（如），因為iota下標本質上是  失去發音所造成的字母合寫，所以不能算做獨立的字母。
銳音符和揚抑符只可能出現在元音字母上，因為古希臘語的聲調是依據元音來劃定的。
揚抑符 + 粗氣符只可能在、和上，因為揚抑符代表的是將聲調起伏與下降壓縮在一個音節裡，這只有長元音才辦得的。